# Stenidius vittatus
Stenidius vittatus là một loài bọ cánh cứng trong họ Anthicidae. Loài này được Lucas miêu tả khoa học năm 1843.